# Egerton Leigh
Pour les articles homonymes, voir Leigh et Egerton Leigh (homonymie).
Egerton Leigh (11 octobre 1733 – 15 septembre 1781), 1er baronnet, procureur-général et membre du conseil royal de Caroline du Sud, sous le gouverneur Lord Charles Montagu.

## Biographie
Premier fils de Peter Leigh, haut-bailli de Westminster puis juge-en-chef de Caroline du Sud (m. 1759), 4e fils du revd Peter Leigh chef de la famille Leigh de West Hall et recteur de Lymm dans le Cheshire, Egerton Leigh porte le prédicat nobiliaire de Sir ayant été créé un baronnet en 1773.
Leigh, arpenteur-général, habite au Dead House à Charleston dans la province de Caroline du Sud et il possédait une plantation de coton connue sous Retreat Plantation héritée par son fils cadet, Thomas Egerton Leigh.
Mort en 1781, le titre héréditaire dévolu à son premier fils, le revd Sir Egerton Leigh (2e baronnet), qui retourna en Grande-Bretagne durant la guerre d’indépendance.
Sa grand-mère Élisabeth Egerton est seule fille de Thomas Egerton de Tatton Park et descendante d'Henri VII d'Angleterre.